# Кристин Скот Томас
Кристин Скот Томас (на английски: Kristin Scott Thomas) е английска актриса.

## Частична филмография
- 1984 – „Дъщерята на Мистрал“ (Mistral's Daughter)
- 1990 – „Измамниците“ (Framed)
- 1992 – „Горчива луна“ (Bitter Moon)
- 1994 – „Четири сватби и едно погребение“ (Four Weddings and a Funeral)
- 1995 – „Ричард III“ (Richard III)
- 1995 – „Ангели и насекоми“ (Angels & Insects)
- 1996 – „Английският пациент“ (The English Patient)
- 1996 – „Невъзможна мисия“ (Mission: Impossible)
- 1998 – „Повелителят на конете“ (The Horse Whisperer)
- 1999 – „Иронии на съдбата“ (Random Hearts)
- 2001 – „Къщата на моя живот“ (Life as a House)
- 2001 – „Госфорд парк“ (Gosford Park)
- 2003 – „Повърхностни рани“ (Petites coupures)
- 2004 – „Арсен Люпен“ (Arsène Lupin)
- 2005 – „Да запазиш тайна“ (Keeping Mum)
- 2005 – „Хромофобия“ (Chromophobia)
- 2007 – „Не казвай на никого“ (Ne le dis à personne)
- 2007 – „Златният компас“ (The Golden Compass)
- 2007 – „Компаньонът“ (The Walker)
- 2008 – „Ларго Уинч“ (Largo Winch)
- 2008 – „Другата Болейн“ (The Other Boleyn Girl)
- 2008 – „Толкова отдавна те обичам“ (Il y a longtemps que je t'aime)
- 2009 – „Тайните на Беки Б.“ (Confessions of a Shopaholic)
- 2009 – „Младият Джон Ленън“ (Nowhere Boy)
- 2011 – „Риболов в пустинята“ (Salmon Fishing in the Yemen)
- 2012 – „Бел Ами“ (Bel Ami)
- 2013 – „Само Бог прощава“ (Only God Forgives)
- 2013 – „Невидимата жена“ (The Invisible Woman)
- 2017 – „Най-мрачният час“ (Darkest Hour)